# Elías Salaverría
Elías Salaverría Inchaurrandieta (Lezo, 16 de abril de 1883-Madrid, 14 de julio de 1952), fue un pintor español, de los más conocidos del País Vasco. La mayoría de su producción se centra en temas vascos, y su estilo es de un realismo casi fotográfico, lo que le convirtió en un reconocido retratista; entre sus encargos figuran los de Alfonso XIII, la reina María Cristina y un gran elenco de personalidades de la época.

## Trayectoria
Ingresa en 1894 en la Escuela de Artes y Oficios de San Sebastián, y estudia con Juan Martínez, Alejandro Ferrant y Moreno Carbonero, hasta que en 1897 le conceden una beca y se traslada a la Escuela de Bellas Artes de San Fernando en Madrid, donde estudia con Luis Menéndez Pidal hasta 1908.
En 1904 la Diputación de Guipúzcoa le concede una pensión, consiguiendo el mismo año la mención honorífica en la Exposición Nacional de Bellas Artes, en la que obtuvo terceras medallas en las convocatorias de 1906 y 1908.
En 1909 se traslada a París para estudiar a Lucien Simon y Henry Martin. En 1910 se presenta en la Exposición Universal de Buenos Aires, consiguiendo la tercera medalla.
En mayo de 1912, con su gran lienzo La procesión del Corpus en Lezo obtiene, entre mil cuarenta y tres obras exhibidas, la medalla de oro en la Exposición Nacional de Bellas Artes. En 1913 viaja a Alemania con esa misma obra y es premiado con medalla de oro en la Exposición Internacional de Bellas Artes de Múnich.

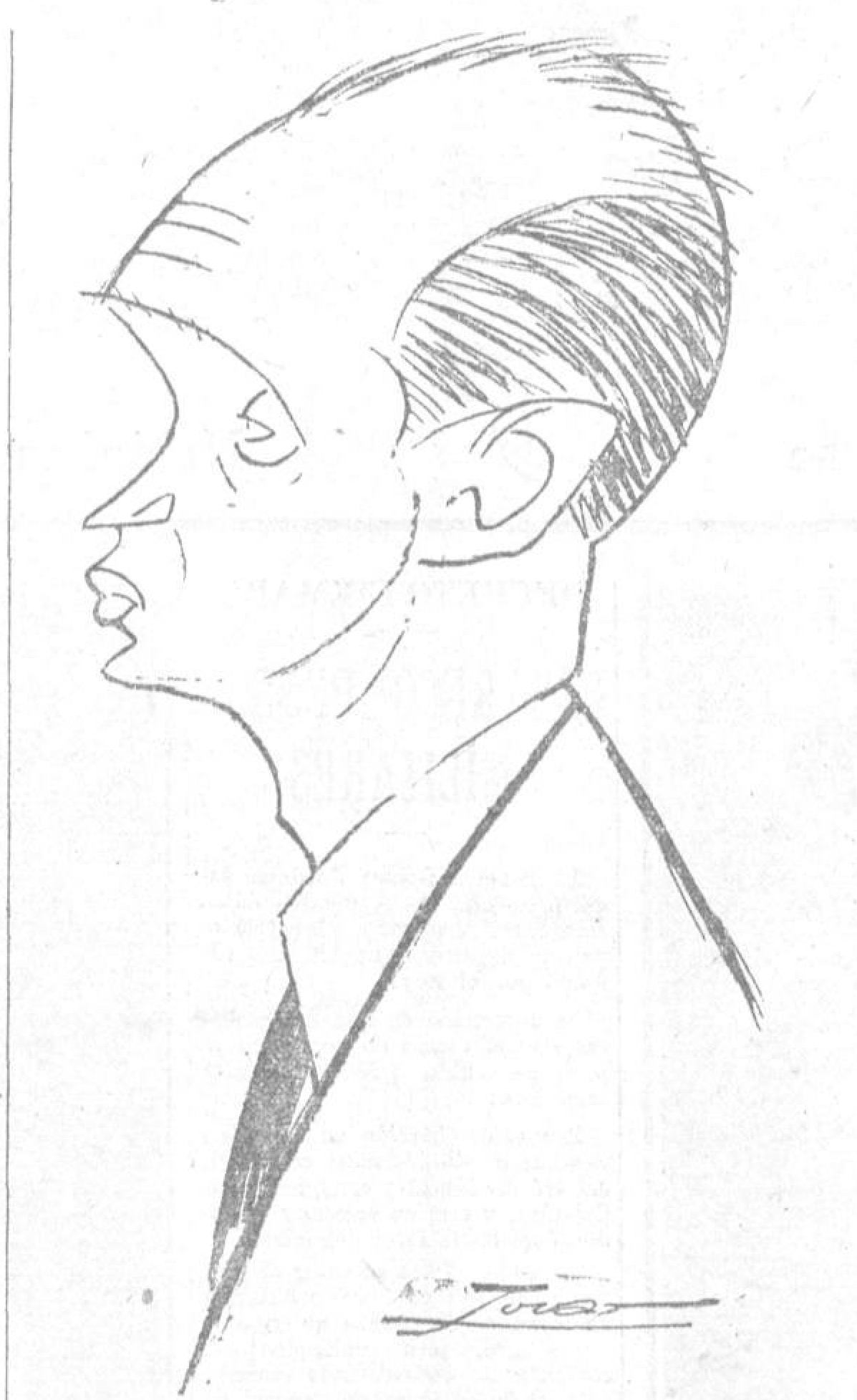
Caricaturizado por Tovar en La Voz (1925)

En 1920 propone a la Diputación de Guipúzcoa celebrar el Certamen de Artistas Noveles guipuzcoanos en lugar de seguir con el sistema de «pensionados». Este certamen sigue siendo a día de hoy referente entre los artistas más jóvenes, y por él pasaron artistas de la talla de Jorge Oteiza.
En 1922, la Diputación de Guipúzcoa le encarga un cuadro para conmemorar la vuelta al mundo de Juan Sebastián Elcano. Su obra se tituló El desembarco de Elcano en Sevilla, del que existen dos copias hechas por el autor, una en la Diputación de Guipúzcoa y otra en el Museo Naval de Madrid. Posteriormente se utilizará esta imagen para decorar los billetes de 500 pesetas en los años 1930.
El 15 de mayo de 1944, lee su discurso de ingreso como académico de la Real Academia de Bellas Artes de San Fernando, titulado El cuadro de Historia.
En julio de 1948 expone sus cuadros en Buenos Aires, con gran éxito de público y crítica y en diciembre de 1949 presenta sus retratos en Montevideo.
Fallece el 14 de julio de 1952, mientras trabajaba en solitario restaurando las pinturas del techo de la iglesia de San Francisco el Grande, víctima, al parecer, de un accidente que fue descubierto unos días más tarde. Poco antes había realizado su última exposición en el Palacio de Cristal de Madrid.

## Otras obras
- El doctor Lerembour
- San Ignacio de Loyola
- Euzko Abeslaria
- Las dos infancias
- Caperucita roja
- San Francisco Javier
- El desembarco de Elcano en Sevilla
- Duelo
- Gu
- La gloria de D. Ramiro
- El cura de Santa Cruz
- El hermano Gárate
- Zai
- Los gloriosos harapientos.

## Premios y reconocimientos
- 1904 y 1912 - Pensión de la Diputación de Guipúzcoa.
- 1904, Mención Honorífica en la Exposición Nacional de Bellas Artes por el cuadro ¿Quién? .
- 1906, Tercera Medalla en la Exposición Nacional de Bellas Artes por el cuadro Tú, primero.
- 1908, Tercera Medalla en la Exposición Nacional de Bellas Artes por el cuadro Layadores.
- 1912, Primera Medalla en la Exposición Nacional de Bellas Artes por el cuadro La procesión del Corpus de Lezo.
- 1916, Medalla de Oro en la Exposición Internacional de Panamá por el cuadro Gu.